# Глайд
Глайд (англ. glide — «скольжение») — в фонетике: краткий, неполный, неопределённый по качеству звук, возникающий как переходный элемент в сочетании звуков, различных по месту образования. Причина возникновения глайда состоит в том, что голосовая щель остаётся открытой, в то время как органы речевого аппарата стремятся занять новое положение. Примерами могут служить рус. воля, где соответствующий элемент произносится между [v] и [o] (u-образный переход), и тяга с i-образным переходом между [t']и [a].
Также под глайдом иногда понимается гласный, являющийся неслогообразующим элементом дифтонга, называемый ещё полугласным.
Этим же термином может обозначаться звук, образующийся при прохождении воздушной струи через голосовую щель в момент её сужения (гортанный взрыв [ʔ]) или резкого раскрытия (глухой глоттальный щелевой согласный [h]).